# Tóthfalusi József
Tóthfalusi József (Marosvásárhely, 1869. október 21. – Marosvásárhely, 1940. június 15.) erdélyi magyar református lelkész, egyházi író.

## Életútja, munkássága
Középiskoláit szülővárosában a Református Kollégiumban végezte, lelkészi képesítést a kolozsvári Református Teologián szerzett. Marosvásárhelyen volt lelkész; a Kemény Zsigmond Társaság elnökeként az ő előszavával jelent meg a Kemény Zsigmond Társaság Évkönyve (Marosvásárhely, 1914).
Egyházi tárgyú írásait a Református Szemle (1915–16) közölte, az irodalmi vonatkozásúakat az Erdélyi Lapok (1909) és a Zord Idő.
Fordításában és feldolgozásában jelent meg a francia reformáció irodalmának egyik fontos műve: Meg van írva. Bibliai szentigék gyűjteménye azoknak, akik az evangéliumi keresztyén élet után vágyakoznak (Marosvásárhely, 1928).

## Kötete
- Egységes liturgia a magyar evangéliumi Református Egyházban (Kolozsvár, 1904).